# 마이클 도슨 (축구 선수)
마이클 리처드 도슨(Michael Richard Dawson, 1983년 11월 18일 ~ )는 잉글랜드의 은퇴한 축구 선수이다. 포지션은 수비수였다. 그는 파비오 카펠로에 의해 2010 FIFA 월드컵에서 리오 퍼디낸드를 대신한 잉글랜드 축구 국가대표팀 최종 엔트리에 발탁이 되었다.

## 플레이 스타일
잉글랜드 센터백 답게 대인마크와 공중볼 경합에 장점을 들어낸다. 그러나 주력이 느린 탓에 스피드 있는 공격수를 만나면 종종 실수를 한다